# 애덤 앤 디 앤츠
애덤 앤 디 앤츠(Adam and the Ants)는 잉글랜드의 록 밴드이다.